# Supreme (Luisiana)
Supreme es un lugar designado por el censo ubicado en la parroquia de Assumption en el estado estadounidense de Luisiana. En el Censo de 2010 tenía una población de 1052 habitantes y una densidad poblacional de 118,28 personas por km².

## Geografía
Supreme se encuentra ubicado en las coordenadas 29°51′47″N 90°59′48″O / 29.86306, -90.99667. Según la Oficina del Censo de los Estados Unidos, Supreme tiene una superficie total de 8.89 km², de la cual 8.77 km² corresponden a tierra firme y (1.43%) 0.13 km² es agua.

## Demografía
Según el censo de 2010, había 1052 personas residiendo en Supreme. La densidad de población era de 118,28 hab./km². De los 1052 habitantes, Supreme estaba compuesto por el 14.35% blancos, el 83.84% eran afroamericanos, el 0.57% eran amerindios, el 0% eran asiáticos, el 0% eran isleños del Pacífico, el 1.05% eran de otras razas y el 0.19% pertenecían a dos o más razas. Del total de la población el 1.43% eran hispanos o latinos de cualquier raza.